# Saltplante
En halofyt eller saltplante er en plante som vokser mens den er udsat for saltholdighed i rodområdet eller ved saltsprøjt, som f.eks. i salte halvørkner, mangrove sumpe, marsk og havkyster. Et eksempel på en saltplante er Almindelig Tagrør. Det er kun få planter, som er halofytter – måske kun 2% of alle plantearter. De fleste plantearter er "glykofytter", og beskadiges let af saltholdighed.
En kvantitativ mål af saltholdighedstolerance er "totalt opløst tørstof" i kunstvandingsvand som en plante kan tåle. Havvand indeholder typisk 40 gram per liter (g/l) tørstofssalte (mest natriumklorid og kaliumklorid). Bønner og risplanter kan tåle omkring 1-3 g/l og henregnes under glykofytter (hvilket de fleste afgrødeplanter er). I den anden ende af salttolerancer er der Salicornia bigelovii vokser godt ved 70 g/l tørstofssalte, og er en lovende afgrøde saltplante.
Planter såsom Almindelig Byg og den ægte daddelpalme (Phoenix dactylifera) kan tåle omkring 5 g/l og kan betragtes som marginale saltplanter.

## Saltplanter til biobrændstof
Nogle saltplanter bliver testet til "3. generations" biobrændstof forløbere.

Saltplanter såsom Salicornia bigelovii kan vokse i barske miljøer og kan typisk ikke resursekonkurrere med afgrødeplanter, hvilket gør dem til lovende biodiesel-kilder
 eller bioætanol.